# Петлица

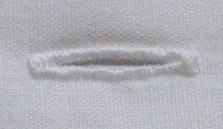
Петлица (обмётанная прорезь).

Петли́ца — обмётанная прорезь или нашивная петля на верхней одежде, лацкане пиджака или шляпе.
Изначально использовалась для застёгивания бортов (например, пиджака), затем пуговицу с другой стороны пришивать перестали, а в петлицу стали вставлять цветы на праздниках и другие украшения или знаки отличия. В настоящее время, в основном, используется для ношения бутоньерки на свадьбе.

## Галерея

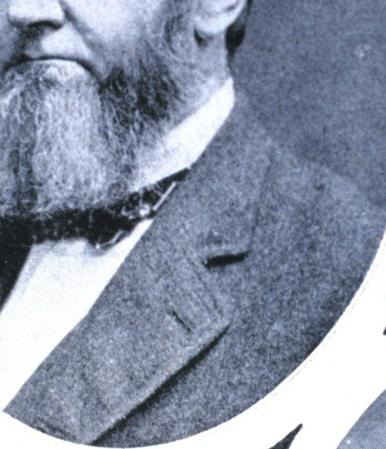
Петлица на левом лацкане пиджака.
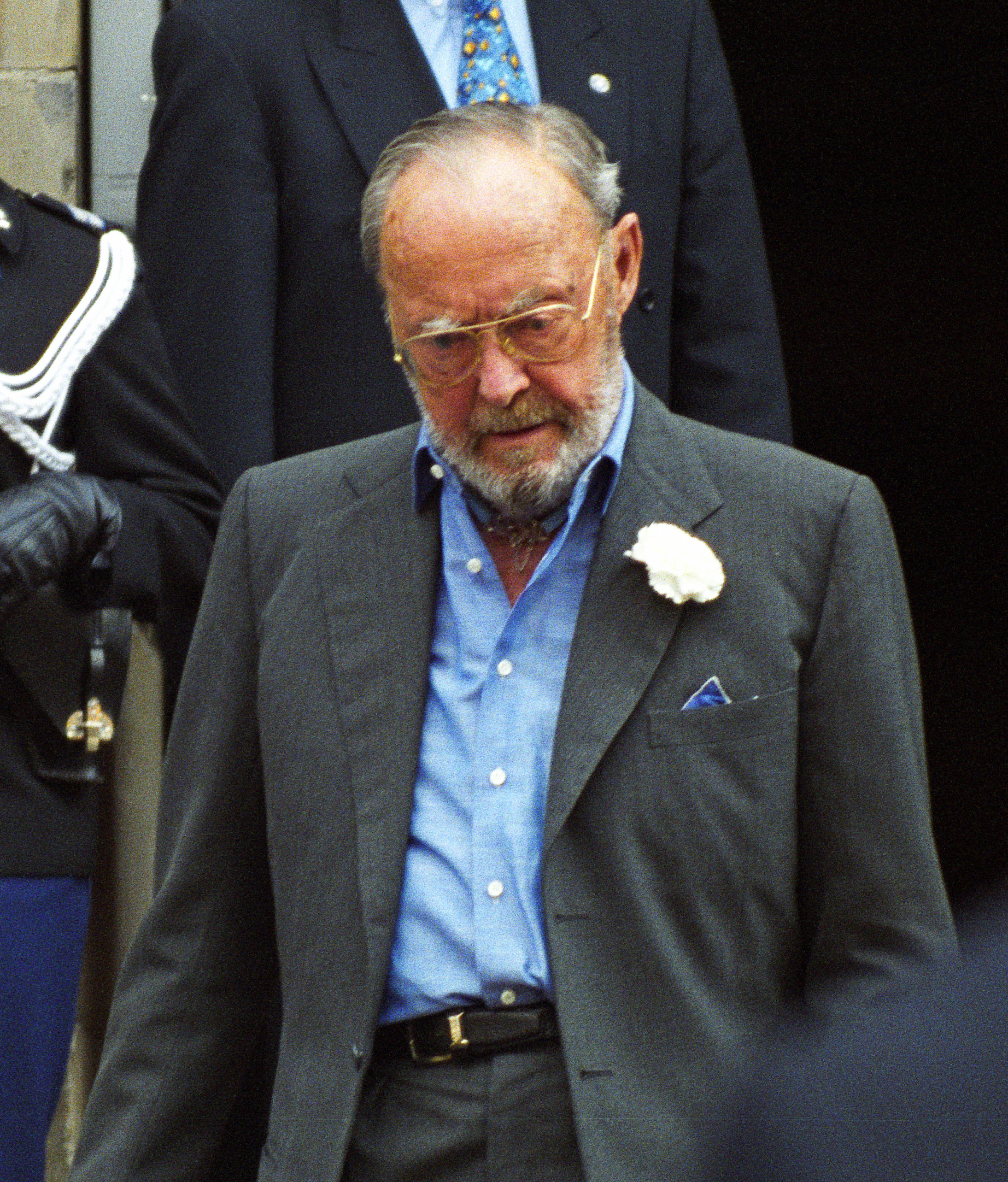
Белый цветок в петлице на левом лацкане пиджака.